# 加藤楸邨
加藤 楸邨（かとう しゅうそん、1905年（明治38年）5月26日 - 1993年（平成5年）7月3日）は、日本の俳人。本名は健雄（たけお）。位階は従四位。
水原秋桜子に師事。初期は『馬酔木』に拠ったが、苦学する中で同誌の叙情的な作風に飽き足らなくなり、人間の生活や自己の内面に深く根ざした作風を追求、石田波郷、中村草田男らとともに「人間探求派」と呼ばれた。第二次世界大戦後は戦災や社会運動への参加などを経て幅の広い作風を展開、また主宰した『寒雷』では伝統派から前衛派まで多様な俳人を育てた。

## 生涯
現在の東京都大田区北千束に生まれる。父・健吉、母・千佳の長男。当時、健吉は私設甲武鉄道の駅員で、東京転勤の命を受けた直後の出生であったため、出生届は前任地の山梨県大月市で出された。翌年、鉄道国有法の成立に伴って甲武鉄道が国有化され、健吉も鉄道官吏となる。以後は父の転勤に伴い、楸邨は少年時代を関東、東海、東北、北陸と転々として過ごした。1921年、父の定年退職に伴い、母の郷里である石川県金沢市に転居、石川県立金沢第一中学校（現：石川県立金沢泉丘高等学校）へ転校。この頃に石川啄木、斎藤茂吉などを愛読し、短歌を作る。1923年に金沢一中を卒業、父の病臥によって生活が窮乏したため進学を諦め、石川県松任町立松任小学校（現：白山市立松任小学校）に代用教員として務める。
1925年、父の病死を期に母、弟妹と4人揃って上京。しかし職が得られなかったため茨城県水戸市に移り、楸邨はまた代用教員となる。1926年、単身で上京して東京高等師範学校併設の東京高師第一臨時教員養成所国語漢文科に入学。家庭教師で学資を稼ぐかたわらツルゲーネフやドストエフスキーを愛読した。1929年、養成所卒業と同時に矢野チヨセ（加藤知世子）と結婚。旧制埼玉県立粕壁中学校（現：埼玉県立春日部高等学校）に教員として奉職。1931年、粕壁中学の同僚たちに強引に誘われ、それまで興味のなかった俳句を始める。この同僚たちは村上鬼城門であったため、楸邨もしだいに鬼城に傾倒。さらに粕壁の病院に応援診療に来ていた水原秋桜子と会い、これを契機として秋桜子に師事し、『馬酔木』に投句を開始。すぐに頭角を現し、1933年に第2回馬酔木賞を受賞。1935年、『馬酔木』同人に推される。
1937年、秋桜子の慫慂を受けて決意し、教員を辞して東京文理科大学（現：筑波大学）国文科に入学。妻と三人の子を連れて上京し、石田波郷ともに『馬酔木』発行所で編集および発行事務を務めながら大学に通う。大学では能勢朝次の指導を受けており、同窓に小西甚一などがいた。1939年3月、第一句集『寒雷』刊行。同年、『俳句研究』8月号に掲載された座談会への出席をきっかけに、石田波郷、中村草田男らとともに人間探求派と呼ばれるようになる。1940年に大学を卒業、4月より東京府立第八中学校（現：東京都立小山台高等学校）の教諭となる。10月、『寒雷』を創刊・主宰。1941年、世田谷区代田 (世田谷区)#歴史に転居、1942年、東京府立第八高等女学校（現：東京都立八潮高等学校）に転任。同年、『馬酔木』同人を辞す。1944年、歌人の土屋文明らとともに、改造社および大本営報道部嘱託として中国大陸に渡り、7月から10月にかけて各地を訪れる。この時の句はのちに紀行文とともに『砂漠の鶴』（1948年）としてまとめられた。1945年1月、『寒雷』を休刊。3月に荏原区に転居するが、5月、大空襲に遭い蔵書・原稿をほぼ全て失う。
戦後の1946年8月、『寒雷』を復刊。1948年、大田区北千束の新築に移る。1954年、青山学院女子短期大学国文科教授に就任、1974年まで務めた。1968年、句集『まぼろしの鹿』他で第2回蛇笏賞。1970年、朝日俳壇選者。1974年、紫綬褒章。1985年、日本芸術院会員。1987年、句集『怒涛』により第2回詩歌文学館賞。1988年、勲三等瑞宝章。1989年、第1回現代俳句大賞。1992年、朝日賞。1993年初頭、病を得て国立東京第二病院（現：国立病院機構東京医療センター）に入院。同年7月3日永眠、享年88。戒名は智楸院達谷宙遊居士。死後に従四位を追贈された。遺品の一部は2014～2015年、日本近代文学館に寄贈された。

## 作品
2020年に刊行された『新編 加藤楸邨全句集』（青土社）は、既刊句集13冊に未収録だった約3400句、未発表の約500句を含めて1万3523句を収録している。後者については長男の穂高、四男の忍が遺品から書きかけなどを除いて発掘したが、これ以外にも十分調査されていないメモ帳があるという。60歳代頃からは毛筆を使い、俳句を書としても作品にするようになった。同時発売の『加藤楸邨全歌集』には短歌637首が収められている。
代表的な句としては以下がある。
- 寒雷やびりりびりりと真夜の玻璃（『寒雷』）
- 鰯雲人に告ぐべきことならず（同）
- 蟇（ひきがへる）誰かものいへ声かぎり（『台風眼』）
- 隠岐やいま木の芽をかこむ怒涛かな（『雪後の天』）
- 火の奥に牡丹崩るるさまを見つ（『火の記憶』）
- 雉の眸（め）のかうかうとして売られけり（『野哭』）
- 鮟鱇の骨まで凍ててぶちきらる（『起伏』）
- 木の葉ふりやまずいそぐないそぐなよ（同）

当初は短歌を愛好していたこともあり、『馬酔木』の誌風に沿う叙情的・詠嘆調の句を作っていたが、粕壁で貧しい農生活を目の当たりにしたことや、東京での苦学の経験を経て、人間の生活への興味や自己の内面を掘り下げる作風へと移行する。その過渡期に作られた句は性急な主観的表現のために師の秋桜子などからも難解との批判も受け、このため『馬酔木』離脱を余儀なくされることとなるが、主宰誌『寒雷』の巻頭言には「俳句の中に人間を生かす（俳句の中に人間の生きること）」とあくまで人間性追求のテーマを掲げる。のちには外面のみの写生や主観のみの叙情を否定し、主客浸透の境を目指すべきとする「真実感合」（しんじつかんごう）を説いた（初出は『寒雷』1941年7月号）。
上記の過程で1941年頃より始めた松尾芭蕉研究は楸邨のライフワークとなるが、芭蕉の『柴門辞』で「歌に実ありて、しかも悲しびをそふるとのたまひ侍りし」という、後鳥羽院が藤原俊成、西行について書いた言葉を見てより後鳥羽院にも傾倒。この年の初頭にすぐさま敢行した隠岐紀行での一連の句は、山本健吉により楸邨の一つの頂点を形作ると評された（『定本現代俳句』）。「隠岐やいま」の句はそのうちの一句である。
「火の奥に」は、空襲で家を焼かれた際の句。「雉の眸の」は戦後、焦土と化した土地の光景を詠んだものである。これらの戦時詠、焦土詠の悲痛な調子を経て、『起伏』（1949年）からは諧謔味のある句が現われて人間性の深まりを見せる。また労働組合運動や基地反対運動にも加わったことで戦後の社会性俳句の端緒を開く。1960年から62年にかけては胸部疾患により数度の手術を受けるが、この頃にはまた『寒雷』同人の安東次男の影響で古美術、特に古硯への興味を深めさらに作風の幅が広がった。
1972年から74年にかけては、日本とは異質な風土における俳句の可能性を求めて3度にわたるシルクロード旅行を行い、これらの成果は『死の塔』『吹越』に収められている。晩年の『怒涛』には「ふくろふに真紅の手毬つかれをり」「天の川わたるお多福豆一列」といった不思議なユーモアのある句で新たな境地を見せた。

## 楸邨山脈
楸邨が創刊から終生まで主宰した『寒雷』では、上述のような楸邨自身の作風の幅広さを反映し、伝統俳句系の森澄雄、社会性俳句から前衛俳句に進んだ金子兜太という対照的な二人を初めとして多様な俳人が育った。楸邨は「俳句の中に人間の生きること」という、創刊以来の命題は変えなかったが、指導においては修辞などについてとやかく言わず各自の方法に任せたという。また弟子という言葉を嫌い、門人を「仲間」と呼んで対等に議論し合える関係を望んだ。戦時下においては新興俳句運動が弾圧の対象となった中、当時の情勢においてはかなり危険な「人間の探求」を掲げていたにもかかわらず『寒雷』は弾圧の対象となることを免れており、結果として『寒雷』は当時の俳壇において「ほとんど唯一の革新的な俳句の命脈」（三橋敏雄）を保つこととなった。
『寒雷』出身の作家としては、佐久間東城、豊山千蔭、秋山牧車、藤村多加夫、小野蒙古風、相葉有流、赤城さかえ、古沢太穂、原子公平、寺田京子、金子兜太、矢島房利、猪俣千代子、安東次男、森澄雄、田川飛旅子、小檜山繁子、桜井博通、加藤知世子、銀林晴生、沢木欣一、小西甚一、川崎展宏、和知喜八、熊谷愛子、齊藤美規、久保田月鈴子、平井照敏、石寒太、今井聖、森田公司などを挙げることができる。その多さと多様さとから、これを「楸邨山脈」という。
楸邨の没後の『寒雷』は主宰を置かず、同人組織によって運営が行われており、投句選者を前田正治、ついで1996年7月より楸邨の次男・冬樹の妻加藤瑠璃子が選者を務め、2008年からは編集長も兼務していたが、2018年7月号を以て終刊。同人会による『暖響』へと受け継がれている。

## 著作一覧

### 句集
- 寒雷（1939年）
- 穂高（1940年）
- 雪後の天（1943年）
- 火の記憶（1948年）
- 野哭（1948年）
- 起伏（1949年）
- 山脈（1950年）
- まぼろしの鹿（1967年）
- 吹越（1976年）
- 怒濤（1986年）
- 雪起し（1987年）
- 望岳（1996年）

### 選句集、全集
- 猫（1990年）
- 加藤楸邨全集（1982年）
- 新編 加藤楸邨全句集（2020年）
- 加藤楸邨全歌集（2020年）

### 随筆、評論、評釈など
- 芭蕉講座（1951年）
- 一茶秀句（1964年）
- 芭蕉全句（1969年）
- 奥の細道吟行（1974年）
- 芭蕉の山河（1980年）
- 加藤楸邨初期評論集成（1992年）

### その他
- 学園歌（桐蔭学園）（1970年） - 作曲：荒川よう
- 東京都立秋留台高等学校歌 （東京都立秋留台高等学校）作詞

## 関連文献
- 『加藤楸邨読本』角川書店、1979年
- 坂口昌弘著『毎日が辞世の句』東京四季出版
- 田川飛旅子『新訂俳句シリーズ人と作品 加藤楸邨』桜楓社、1989年
- 石寒太『わがこころの加藤楸邨』紅書房、1998年